# دوري هونغ كونغ لكرة القدم 1937–38
دوري هونغ كونغ لكرة القدم 1937–38 هو موسم من دوري هونغ كونغ لكرة القدم ‏. فاز فيه نادي جنوب الصين.